# Centulo II de Béarn
Centulo II († 940) foi um visconde de Béarn do século X, neto de Centulo I, visconde de Béarn. O nome de seu pai não é conhecido e não se sabe se ele sucedeu a seu pai ou seu avô.

## Biografia
Ele é conhecido por um ato de doação (não datado) em favor da abadia de Saint-Vincent-de-Lucq, que ele fez com seu filho, Gastão, e que foi uma villa em Bordéus. Parece que ele tinha adquirido Oloron que integrou no Béarn.
De uma mulher desconhecida, ele deixa :
- Gastão I, visconde de Béarn